# Lilla-Farsbosjön
Lilla-Farsbosjön är två varandra näraliggande sjöar vid Lilla Farsbo i Ulrika socken i Östergötland:
- Lilla Farsbosjön (Ulrika socken, Östergötland, 644398-147343), sjö i Linköpings kommun, 58°07′07″N 15°21′36″Ö / 58.1186°N 15.36°Ö (6,83 ha)
- Lilla Farsbosjön (Ulrika socken, Östergötland, 644417-147288), sjö i Linköpings kommun, 58°07′14″N 15°20′42″Ö / 58.1205°N 15.345°Ö (4,2 ha)